# Beaufortia kweichowensis
Beaufortia kweichowensis är en fiskart som först beskrevs av Fang, 1931.  Beaufortia kweichowensis ingår i släktet Beaufortia och familjen grönlingsfiskar. Inga underarter finns listade.